# 明代监狱
洪洞明代监狱，位于山西省临汾市洪洞县城内西南隅古槐南路66号，是中国仅有的一座保存至今的明代监狱，已列为中华人民共和国山西省文物保护单位之一。
监狱始建于明洪武二年（1369），设于县衙大堂的右侧，面积610平方米。内有照壁，狭窄的过道东西两侧，各有六间普通牢房，每间牢房仅4平方米。过道尽头为“虎头牢”（死囚牢房），牢门共有两道，上为“狴犴”头像。死囚牢房墙厚达1.7米，内部填满流砂，以防死囚犯挖墙逃跑。
相传戏剧《玉堂春》中的北京名妓苏三（玉堂春）蒙冤落难，在此受审，并监禁于死囚牢院的，故又称“苏三监狱”，监狱内设有展现苏三故事的蜡像馆。

## 保护
1965年5月24日，明代监狱由山西省人民政府公布为第一批山西省文物保护单位，属于古建筑及历史纪念建筑物类，编号1-109。